# روبرت س. غانينغ
روبرت س. غانينغ (بالإنجليزية: Robert Gunning)‏ هو أستاذ جامعي ورياضياتي أمريكي، ولد في 27 نوفمبر 1931 في لونغمونت في الولايات المتحدة.